# Poule à double usage
Le concept de « poussin à double usage » (« poulet à double usage »  ou « poule à double usage », « poule à deux fins »  ou « race à deux fins »  ) désigne un type d’élevage de volaille pouvant se prêter à un double objectif de production de viande et d’œufs, alors qu’en général (dans l’industrie) l’éleveur n’est spécialisé que dans l’une ou l’autre de ces productions. Certains chercheurs y voient une réponse aux critiques d’ordre éthique de l'abattage massif à la naissance des poussins mâles des races pondeuses.

## Histoire
En réalité historiquement la distinction entre production d’œufs et de viande n’existait pas. Elle n’est apparue qu’avec le développement de l’élevage industriel et la spécialisation de l’éleveur (dont pour les poussins d'un jour). Les races pondeuses modernes sont devenues incapables de fournir assez de viande pour satisfaire les consommateurs habitués aux races sélectionnées pour l'engraissement, qui elles sont très mauvaises pondeuses et couveuses. 
De plus, les stratégies de mise à mort de cheptels touchés par la grippe aviaire ou des maladies hautement pathogènes ou à risques épidémiologiques ou écoépidémiologiques importants ont conduit dans un grand nombre de basses-cours familiales à remplacer les variétés anciennes mixtes par des volailles pondeuses ou à viande modernes. 
Face aux critiques portées à l’élevage industriel (en particulier concernant les mises à mort de millions de poussins par gazage (au CO2) voire dans certains cas dénoncés par les médias par broyage de poussins vivants, asphyxie dans des sacs plastiques (quand les animaux ne sont pas enterrés vivants ou simplement jetés dans une benne), le concept de double usage est l’une des réponses  possibles, et à ce titre soutenu par le réseau Demeter en Allemagne. En Suisse, où deux millions de poussins de race pondeuse hybride sont mis à mort tous les ans (selon Oswald Burch, directeur de GalloSuisse, à la radio SRF1), ces animaux tués presque à la naissance sont vendus comme nourriture pour les animaux de zoos ou de magasins d'animaux, ou sont transformés en biogaz. 
Une autre solution serait d’analyser le sexe de l’embryon ou du fœtus dans l’œuf avant la phase d'accouvage (quand l’œuf est encore consommable) et de l’éliminer du circuit de l’élevage pour l’orienter vers le circuit de la vente d’œufs (Les œufs qui n'ont pas encore été couvés et fécondés peuvent être consommés
durant les premiers jours après la ponte, rappelle Ruedi Zweifel, directeur de la fondation Aviforum, le centre de compétences de l’aviculture suisse). Les universités de Leipzig et de Dresde testent des moyens d’y arriver, mais n’en ont pas encore trouvés qui soient applicables en temps réel à échelle industrielle.

## Principes
Les poussins femelles seront élevés avec un double objectif comme poules pondeuses et source de viande. 
Les poussins mâles, au lieu d’être tués, sont séparés à l’âge de 3 semaines environ des femelles et seront engraissés pour en faire des poulets, chaperons ou coqs à viande.
L’éleveur doit cependant retrouver des races de poules produisant suffisamment d'œufs, dont les mâles grandissent assez vite pour que l’élevage soit concurrentiellement soutenable, et même dans ce cas, une moindre productivité doit être compensée par une légère augmentation du prix des œufs (°2.6 à 3.9 centimes d’euros).

## Intérêts
Le concept de double usage présente un intérêt éthique et de réduction d’une forme de gaspillage.
Il règle notamment le problème éthique et de stratégie commerciale posé par le devenir des milliards de poussins mâles pour lesquels il n’y a pas de demande de la part du marché (car ils ne pondront pas et grandissent moins vite que les  variétés hybrides sélectionnées pour la production de « poulets de chair » tout en ayant des besoins nutritionnels élevés, ce pourquoi actuellement ces poussins sont presque tous tués dans les heures suivant l'éclosion.

## Exemples
L’entreprise allemande Lohmann est l’une des premières à avoir intégré ce concept à grande échelle, dans le cadre de sa collaboration avec  l'association agricole Déméter . Elle a produit ses propres volailles par croisement de lignées présentant les caractères recherchés, de façon à résoudre le problème de la mise à mort de poussins mâles .
La poule à double usage sélectionnée par le groupe Lohmann, la «Lohmann Dual», est élevée en Suisse chez quelques éleveurs, et le réseau Coop a décidé de se lancer dans l’expérience avec un test sur 5 000 volailles, bien que sachant qu’au lieu de produire jusqu’à 300 œufs par an comme les très bonnes poules pondeuses, elle ne produira qu'environ 250 œufs par an, par ailleurs plus petits selon le journal de l'organisation d’Aviculture suisse. Si le consommateur accepte des prix plus élevés en échange d’une meilleure prise en compte de la cause animale, alors une filière pourra être lancée. 
Concernant la viande, le porte-parole de Coop Ramon Gander a estimé que la demande était au rendez-vous et selon lui « la viande a de plus convaincu les goûteurs ».

## Difficulté
Une bonne transition à partir du système industriel en batteries (devenu  « classique » dans les pays riches) passe idéalement par une  bonne synchronisation du lancement des « doubles »  nouvelle génération de poussins mâles et de poussins femelles (après nettoyage et désinfection des installations) 
En batteries, les ressources fourragères et/ou en nourriture importée par l’exploitant sont également plus importantes. Ses couts d’élevage augmentent dans un rapport plus important que ses bénéfices s’il ne peut augmenter le prix des œufs et de la viande : Une étude a conclu qu’avec un parc d’élevage identique, si toute la production allemande devait devenir « à double usage, avec des poulaillers d’une même taille que pour les races spécialisées :
- la production totale d'œufs chuterait de 30 œufs par poule élevée en moyenne, ce qui entrainerait une perte d’autosuffisance en œufs de 7 à 8 % pour le pays. Afin de remplacer cette quantité d'œufs « manquants », il faudrait importer 4 millions de poussins d'un jour femelles (ce qui se traduirait par 4 millions de poussins mâles tués dans leur pays d'origine (tant que cette procédure n’y est pas interdite).
- L’élevage des mâles jusqu’à l’âge d’abattage nécessiterait en Allemagne de 270 à 380 millions d’euros par an, couts pouvant être compensés par une augmentation du prix des œufs et/ou de la viande de volaille (2,6 à 3,9 centimes par œuf). Dans un pays à haut niveau de vie comme l’Allemagne, les groupes œuvrant au respect de la condition animale considèrent ce surcout comme supportable et pertinent.

Les détracteurs de cette approche arguent aussi qu’une transition intégrale vers ce système d’élevage aurait dans un cadre industriel classique (élevage en batterie)  des répercussions graves sur l'environnement en raison d’une demande accrue de fourrage (270.000 t/an supplémentaires correspondant à 3,758 ha de terres arables supplémentaires) et d’eau (540.000 m³ d'eau potable supplémentaire), ce qui les amène à conclure que « Compte tenu de la pénurie mondiale de ces ressources nécessaires pour la nutrition humaine, l'utilisation des MPL représenterait aussi un énorme dilemme éthique ».